# Noblesse finlandaise
La noblesse finlandaise (finnois : Aateli; suédois : Adel) était une  classe sociale privilégiée en Finlande, instituée lorsque la Finlande faisait partie du royaume de Suède et de l'empire russe.

## Histoire

### Époque suédoise
En 1279, l'ordonnance d'Alsnö institue formellement la noblesse dans tout le royaume de Suède.
Selon cette ordonnance, les magnats qui peuvent se permettre de contribuer à la cavalerie en fournissant un chevalier lourdement équipé doivent être exemptés de l'impôt, du moins de l'impôt foncier ordinaire, comme l'est déjà le clergé.
En suédois, le terme archaïque frälse, désignant la noblesse, désigne également le clergé lorsqu'il se réfère à leur exonération d'impôt.
Les frälses sont principalement issus de familles suédoises et allemandes, sur le modèle de la noblesse Balte, composés de membres d'une élite militaire venus de l'étranger et non des descendants de la population finnoise locale. 
Très vite, des conditions sont imposées: les terres jusqu'à un certain montant sont exonérées d'impôt en échange de la mise à disposition d'un soldat. 
Les [magnats] plus riches décident d'entretenir plusieurs soldats afin de bénéficier d'une exonération fiscale pour leurs autres manoirs. 
Par la suite, on enregistre sur les feuilles d’impôts, le type des terres c'est-à-dire s’il s’agit de «frälsejord», exemptées ou non des taxes foncières. 
À partir du XVIIe siècle, les personnes non nobles ne sont plus autorisées à acheter des terres nobles, mais ils peuvent toutefois en hériter.  
Au début, l'exemption d’impôts n'est pas héritable, mais Jean III institue l'héritage du statut nobiliaire en 1569.
Le concept de "noblesse" se diffuse au cours du XVIe siècle.
En 1723, une loi renforce les droits de la chevalerie et de la noblesse. 
Cependant une partie de ces droits est annulée en 1789 dans la loi sur les associations et la sécurité (fi).  
À ce moment, la noblesse perd, entre autres, ses droits exclusifs aux plus hautes positions administratives,.
En Finlande, le servage n'a jamais existé. 
Par conséquent, la noblesse était essentiellement une classe de citoyens aisés, ne possédant pas d’êtres humains. 
Au Moyen Âge et durant une grande partie de l'époque moderne, les nobles et autres hommes fortunés étaient des propriétaires terriens, ou des seigneurs. 
Les membres de la noblesse ont utilisé leur pouvoir économique, et parfois aussi d'autres formes de pouvoir, pour que les petits propriétaires vendent leurs terres à des seigneurs, de sorte que la propriété foncière s'est concentrée progressivement entre les mains de la classe noble. 
Les exercices de cavalerie et de combat (souvent sous la forme de tournois) deviennent le style de vie de la noblesse, comme c'était déjà le cas dans l'Europe de l'Ouest féodale. 
Habituellement, le seigneur est lui-même soldat, commandant de ses militaires, guerrier à cheval lourdement équipé, s'exerçant constamment sur son destrier, et recherchant l’attribution royale de  chevalier qui est un titre de grande valeur et est l'un des niveaux supérieurs de la noblesse, le plus élevé étant celui de conseiller royal. 
Certains seigneurs inférieurs resteront écuyer toute leur vie. 
Parfois, un noble est lui-même le seul soldat que son manoir peut fournir à la cavalerie et parfois il dispose d'un équipement insuffisant. 
Dans certains cas, des nobles appauvris se regroupent pour fournir un chevalier.
Il est souvent inévitable de diviser un manoir de petite noblesse entre plusieurs héritiers, comme le prévoit la loi suédoise sur les successions, contrairement à l'héritage par primogéniture appliqué en France par exemple.
Il est également possible de faire remplir l'obligation par un soldat rémunéré, aucune condition particulière n'exigeant que le seigneur soit un soldat, comme le prouve le cas du seigneur Bo Jonsson Grip, détenteur du fief de la majeure partie de la Finlande, et ne devenant jamais lui-même soldat.
Les idéaux culturels et les coutumes de la noblesse sont largement originaires de la culture nobiliaire française. 
Cependant, la majorité de la noblesse finlandaise ne dispose pas de beaucoup de terres. 
Au début, la noblesse finlandaise évitait un contact avec les personnes de classes moins aisées, mais le mariage avec des nobles fortunés a commencé à devenir plus courant pour des raisons économiques au XVIIIe siècle. 
Les étrangers ne valorisaient pas beaucoup la noblesse finlandaise. Un livre allemand des années 1830 affirme qu'il n'y a pas de noblesse en Finlande, et le gouverneur général Ivan Obolenski a estimé que la noblesse de la Finlande n'était qu'un prolétariat cultivé.

### Époque russe
En 1721, l'Empire russe, conquiert les parties orientales du comté de Viipuri et Savonlinna ainsi que le comté de Kexholm. 
En 1744, l'empire russe conquiert le reste du comté de Viipuri et Savonlinna et la Province de Viipuri. 
Vyborg est le centre de cette ancienne Finlande et le siège de l'ancien système de noblesse institutionnelle.
Par le traité de Fredrikshamn de l'automne 1809, le roi de Suède cède le territoire de la Finlande à la Russie, et libère les nobles et le peuple finlandais de leurs serments d'allégeance
Ceci ouvre la voie à l'adoption formelle d'institutions finlandaises comme la noblesse, par le nouveau grand duc de Finlande.
En 1809, les " chevaliers et nobles finlandais du territoire de Finlande" se réunissent lors de la Diète de Porvoo pour jurer fidélité au nouveau souverain russe, et élaborent un plan de développement d'un État noble de la Diète finlandaise pour le grand-duché de Finlande.
En 1862, La classe noble construit la Maison de la noblesse de Finlande pour y organiser ses réunions.
Les privilèges  de la noblesse qui n'ont pas été annulés par la loi sur les associations et la sécurité (fi), sont renforcés et restent en vigueur pendant toute l'existence du Grand-duché de Finlande . 
L'héritage des titres de noblesse continue selon le modèle suédois. 
La maison de la noblesse sert de représentation officielle de la noblesse, et comme l'Etat le plus élevé des 4 États de la Diète.
Les chefs de la maison de la noblesse sont des membres héréditaires de cette assemblée de nobles. 
Mais tout noble remplissant les critères de représentation peut représenter sa famille si le chef choisit de ne pas comparaître. 
Il existe également un système de procurations : le responsable peut habiliter tout noble finlandais à représenter la famille. 
Les procurations sont en pratique largement utilisées.
Les empereurs de Russie estimant que la noblesse finlandaise constitue un groupe de personnes utiles et généralement coopératives, confient une grande partie de l'administration aux membres de cette noblesse locale. 
L'autonomie du pays est ainsi bien établie.
Pendant la diète de 1863–1864 (fi), il est cependant décidé de supprimer le droit exclusif de propriété des fermes de la noblesse (fi),, et en même temps, on a discuté de la suppression d'autres privilèges de la noblesse.
Les droits statutaires restants perdent l'essentiel de leur importance en 1906, quand la Diète de Finlande est abolie et remplacée par un parlement basé sur le droit de vote universel.
Cependant en même temps, une proposition pour une nouvelle maison de la noblesse de Finlande est également rédigée, confirmée sulement en 1918 par le Gouvernement Svinhufvud I.

### En république de Finlande
Dans la république de Finlande, les membres des familles nobles n'ont plus de privilèges.
Dans la Finlande indépendante, la Constitution finlandaise de 1919 stipule que tous les citoyens sont égaux devant la loi.
La Constitution interdit d'accorder de nouveaux titres de noblesse ou d'autres titres héréditaires.
Certains des anciens privilèges de la noblesse persistent cependant un certain temps, dont la liberté de légation testamentaire.
Les anciens titres de noblesse sont encore partiellement utilisés.
En 1995, les droits statutaires sont
complètement abolis dans le cadre de la réforme des droits fondamentaux, comme obsolètes et inutiles,.
La noblesse finlandaise reste aujourd'hui propriétaire de la maison de la noblesse de Finlande. 
Les titres des familles nobles sont inscrites dans la liste des familles nobles de Finlande depuis 1918.
La noblesse finlandaise compte  aujourd'hui environ 6 000 membres.

## Titres de noblesse
Les titres de la noblesse finlandaise sont:
- Prince (ruhtinas)
- Comte (greve)
- Baron (friherre)
- Noble (adelsman)

Le titre de moindre rang : "noble" ("adelsman") est réservé à la simple noblesse héréditaire qui est souvent une aristocratie sans fiefs.